# Silinus palmipes
Silinus palmipes är en skalbaggsart som först beskrevs av Lewis 1889.  Silinus palmipes ingår i släktet Silinus och familjen stumpbaggar. Inga underarter finns listade i Catalogue of Life.